# Menner Bernát
Mennersdorphi Menner Bernát (Tata, 1786 körül – Tata, 1846. április 27.) sziléziai származású magyar hegedűs és zeneszerző.

## Életpályája
A 19. század elejétől Tata udvari és templomi zenei életének támogatója gróf Esterházy II. Miklós (1775 – 1856) megbízta 1806. szeptember 14-ével a sziléziai származású Menner Bernátot a tatai plébániatemplom kórusának karnagyaként a zenekar újbóli megszervezésével. Szüleivel és testvéreivel Pesten lakott. Fivére, mennersdorphi Menner Lajos (1797-1872), a ferencvárosi plébánia-templom karnagya, a nemzeti zenede tanára volt. Nővére, mennersdorphi Menner Anna (1784-1858), akit "Nanett"nek becéztek, operaénekesnő volt. Menner Anna férje, Czibulka Alajos (1768–1845), tenorista, karmester, zeneszerző, karmesterként a pesti Német Színháznál 1816 és 1833 között. A tatai zenekar fenntartásáról (hangszerek, kották beszerzése, orgona javítása) a zenészek és énekesek fizetéséről a gróf gondoskodott.
A zeneszerző 1806-tól 1846-ig a tatai „hangászkar” igazgatója. Kinevezésekor az ispotályban (ma Kossuth tér 10. épület helyén) lakott az épület 1834. évi leégéséig. A tűzvészben Menner lakása sérült meg a legjobban, ezért a várban utaltak ki egy ideiglenes lakást részére. Nem felelt meg, ezért egy hónap múlva a plébániatemplomhoz közel, a Piac téri Czink-féle házban (ma Kossuth tér 8.) kapott otthont, melyért az uradalom évi 200 Ft-ot fizetett. Tatára érkezése után két évvel, 1808-ban megnősült. Felesége Rössler Anna, aki az ötödik gyermek (Károly, Gusztáv, János, Josepha, Emília) születése után meghalt. 1819. március 21-én a „Director Chori Dominalis Tatae” (tatai uradalmi zenekar igazgatója) harminckét éves korában másodszor is megnősült és a tizenkilenc éves Hermann Annát vette el. A két házasságból tizenegy gyermeke született, közülük négyen korán meghaltak. János fia 1827-ben, József pedig 1836-ban elvégezte Tatán a hat osztályos piarista gimnáziumot. Legismertebb fia, dr. mennersdorphi Menner Adolf (1824–1901), aki az 1848–49-es forradalom és szabadságharcban orvos tiszt, majd szakíró és vármegyei főorvos volt. Menner Adolf neje Huber Mária (1845-1882) volt.
Amikor Menner Bernát 1846. április 27-én, az anyakönyv szerint ötvenkilenc évesen meghalt, ezen adat alapján születési évének 1786-ot jelölhetjük meg.

## Munkássága
A zenekar megszervezését és a hangszerek beszerzését Menner a megbízatása után azonnal megkezdte. 1807 januárjától hét zenésszel megkötötték a szerződést, akik közül ketten az „Uradalmi Zeneiskolában” a gyermekek zenetanítását végezték. A zenészek és az énekesek létszáma 1812-ben már 14 fő, 1830-ban pedig 15 főre emelkedett.
Kották rendszeres vásárlásával Menner a lakásán (ispotály) komoly kottatárat létesített. Európa zenéjének legújabb műveit (pl. Beethoven, Ludvig van: szimfónia VI., F-dúr; Haydn, Joseph: szimfóniák 93. d-dúr, 95. C-moll.; Mozart, W.A. szimfóniák: D-dúr, K. 395., C-dúr, „Linzi”, K. 425.) megszerezte, s előadták a templomban, valamint a gróf kérésére rendezett házi koncerteken. A katalógust 1829-ben a zenekar tagjai készítették el. Tematikus jegyzék volt.
Menner Bernát irányításával a tatai zenei élet 1806–1846 közötti években élte fénykorát. A zenészek és az énekesek a plébániatemplomban a pénteki és szombati szentmiséken az orgonálás mellett énekeltek. Vasárnapi és az ünnepnapi szentmiséken valamint a gyászmiséken a zenekar is szerepelt. Az Esterházy-uradalom által fenntartott énekkar és zenekar a grófi család különböző ünnepi alkalmain (pl. házasságkötés, a gróf születésnapja, a fiatal grófok sikeres vizsgája) valamint Esterházy II. Miklós gróf tatai és csákvári tartózkodása idején hetente 4-5 alkalommal szerepelt.
1842–1845 között a rendszeres templomi szolgálat mellett Miklós gróf feleségének, Roisinnak betegsége miatt, udvari muzsikálásról szó sem lehetett. A grófné 1845. december 17-én Nizzában halt meg.
Az 1840-es évekből alig van említés vagy adat Menner együtteséről. Nem tudjuk mikor lett beteg, mikor vezényelte utoljára a zenekart. Halálának körülményeiről az elhalálozása dátumán kívül, semmit sem tudunk. Az anyakönyvi bejegyzés szerint Tatán temették el.

## Főbb művei
Menner Bernátnak, mint zeneszerzőnek a jelenleg még meglévő 40 műve és jó néhány átirata alapos zenei készségről, jó rutinról tanúskodik: 1 szimfónia, 3 opera, 1 kantáta, 6 mise, 8 motetta, indulók, 1 magyar dal kísérettel, alkalmi művek jó néhány átírása. Menner nem tartozik a kora nagy zeneszerzői közé, de az elfelejtése is igazságtalan lenne.

## Koncertek
- 1834. május 19-én „gr. Esterházy Miklós úrnak hangászati” igazgatója Menner Bernát úr felügyelete alatt a „tűz kárvallottainak felsegélésére” nagy hangversenyt adott.
- 1834 szeptemberében Angoulême hercegné, XVI. Lajos francia király lányának tiszteletére rendezett hangverseny és ünnepi mise Tatán.
- 1838 pünkösd hétfőn a pesti árvíz károsultak javára rendezett „uradalmi hangászkör” hangversenye, ahol Mozart, Weber, Lindpainter, Romberg, Hummel és Jansa művei hangzottak el.
- A piarista gimnázium kórusát és zenekarát nagy ünnepek alkalmával (pl. Veni Sancte, Kalazanci Szt. József ünnepe, néhány gyászmise) a plébániatemplom énekesei és zenészei rendszeresen kisegítették.

## Emlékezete

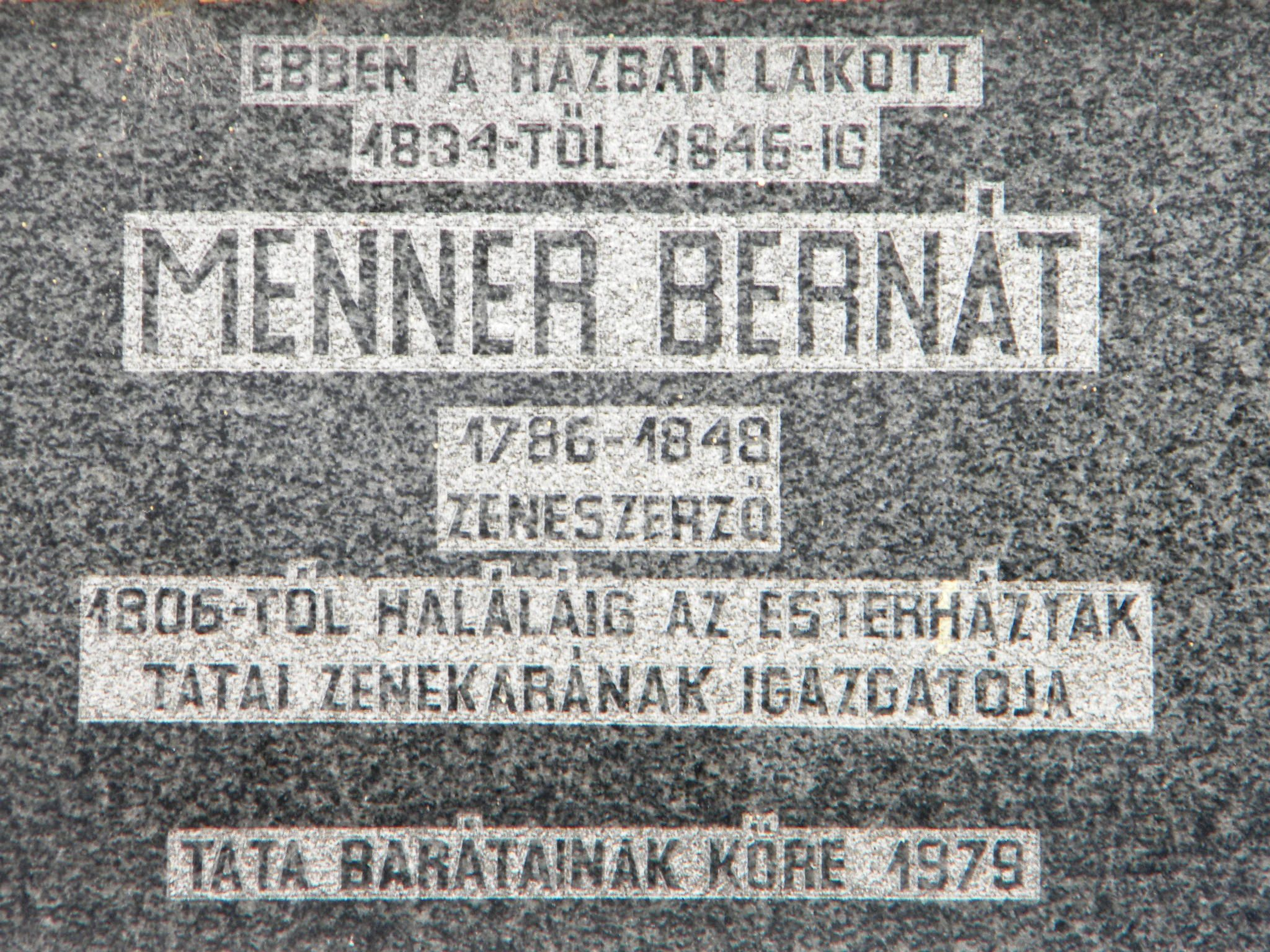
Menner Bernát emléktáblája Tatán

- A viszontagságos százötven évben szétszórt kottatár anyagából még napjainkra 1100 művet összegyűjtöttek. Jelenleg megtalálhatók: tatai plébániatemplom kottatára; Országos Széchényi Könyvtár Zeneműtára; Komárom-Esztergom Megyei Önkormányzat Levéltára, Esztergom.
- A Kossuth tér 8-as számú házát 1979-ben emléktáblával jelölték meg.

„Ebben a házban lakott

1834-től 1846-ig

Menner Bernát

(1786 – 1846)

zeneszerző.

1806-tól haláláig az Esterházyak

tatai zenekarának igazgatója.”

Tata Barátainak Köre 1979.
- A Tatai Zeneiskolát 2005-ben Menner Bernát Zeneiskolának nevezték el.